# Cordillera Pelada
Cordillera Pelada är en bergskedja i Chile.   Den ligger i regionen Región del Biobío, i den södra delen av landet, 500 km söder om huvudstaden Santiago de Chile.
I omgivningarna runt Cordillera Pelada växer i huvudsak blandskog. Runt Cordillera Pelada är det mycket glesbefolkat, med 6 invånare per kvadratkilometer.